# Ewa Konieczna Pilachowska
Ewa Konieczna Pilachowska (ur. 1957 w Płońsku) – polska malarka i konserwator zabytków.

## Życiorys
Ukończyła I Liceum Ogólnokształcące im. Henryka Sienkiewicza w Płońsku. Jest absolwentką Wydziału Konserwacji Malarstwa i Rzeźby Polichromowanej Uniwersytetu Mikołaja Kopernika w Toruniu na kierunku konserwacja malarstwa i rzeźby polichromowanej. Liczne realizacje konserwatorskie na terenie całego kraju. W 2009 r. wraz z mężem Zbigniewem otwiera galerię sztuki współczesnej „Od czasu do czasu” w Gdyni. Bohaterka jednego z odcinków programu o artystach polskich „Sztukomaniak” zrealizowanego przez Canal+. Obecnie zajmuje się twórczością malarską. Obecnie zajmuje się twórczością malarską. Wierzy w siłę klasycznego malarstwa. Wierna sztuce realistycznej, figuratywnej, często sięga po tematy znane od wieków. Kobieta, martwa natura, zwierzęta, często przefiltrowane przez emocje artystki prezentują nową jakość.
Członek Związku Polskich Artystów Plastyków

## Wystawy indywidualne
- Galeria Debiut Gdynia, 2008
- Galeria Od czasu do czasu Gdynia, 2009
- Galeria BTL Białystok, 2009
- Galeria Hantverket Sztokholm, 2009
- Galeria Winda w Kielcach, 2010
- Galeria Autorska Jana Siuty w Krakowie, 2011
- Galeria -1 w Warszawie, 2011
- Galeria Pallazo w Gardzie we Włoszech, 2013
- Galeria Od czasu do czasu w Gdyni, 2015
- Galeria -1 w Warszawie, 2015